# Ruta 122 (Costa Rica)
La Ruta 122, oficialmente Ruta Nacional Secundaria 122, es una ruta nacional de Costa Rica ubicada en las provincias de Alajuela y Heredia.

## Descripción
En la provincia de Alajuela, la ruta atraviesa el cantón de Alajuela (los distritos de San Antonio, Guácima, San Rafael).
En la provincia de Heredia, la ruta atraviesa el cantón de Belén (el distrito de San Antonio).